# 太田博 (詩人)
太田 博（おおた ひろし、1921年〈大正10年〉1月24日 - 1945年〈昭和20年〉6月20日）は、日本の詩人。

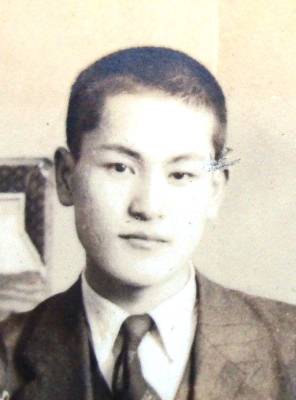
詩人太田博　銀行員時代

1941年〈昭和16年〉徴兵検査に合格したのちに、翌1942年〈昭和17年〉1月に千葉県柏・高射砲第二連隊に入営。少尉として沖縄戦に参加。高射砲陣地構築作業に動員されてきたひめゆり学徒隊に、「相思樹の歌」の詩をプレゼントした。米軍との死闘の後に沖縄県糸満市にて戦死。最終階級は死後に陸軍中尉。
短い生涯であったが、厳しい軍務にあっても詩人としての生き方を貫徹した。クリスチャンであった。

## 生涯
東京府東京市渋谷にて、郵便局員であった父・芳松、母・てふの三男として出生。1930年（昭和5年）、福島県郡山市清水台78番地の伯父・太田恒吉の養子となる。
1931年（昭和6年）、東京市芝区愛宕尋常小学校から郡山金透尋常高等小学校（現・郡山市立金透小学校）に転入学。1933年（昭和8年）、郡山市立郡山商業学校（現・福島県立郡山商業高等学校）に入学。在学中は文才に秀で、校友誌には初期の詩作「よしきり」「流譜」などが残されている。
1935年（昭和10年）、詩誌「蝋人形」郡山支部を訪れた西條八十歓迎会に出席。1938年（昭和13年）3月、郡山商業学校卒業後、郡山商業銀行（現・東邦銀行）に入行。以後、丘灯至夫主宰の詩誌「蒼空（あおぞら）」、西條八十主宰「蝋人形」に数多くの詩作を発表。
1941年（昭和16年）、徴兵検査に合格、1942年（昭和17年）1月入営。第一期検閲で選抜され同年5月に千葉陸軍防空学校入校、1943年（昭和18年）12月少尉に任官。1944年（昭和19年）8月1日、沖縄に向かって門司港を出港鹿児島を経由して同月22日沖縄那覇港着、第32軍第24師団に配属される。所属は野戦高射砲第79大隊第二中隊指揮小隊長。那覇港を守備するための陣地構築に動員されたひめゆり学徒隊との邂逅を果たす。
1945年1月、ひめゆり学徒隊の音楽教師東風平恵位の配慮により学寮に招待される。同年4月米軍の沖縄上陸に伴い激戦を交えながら南部に撤退、6月20日全軍突撃と共に米須（現・糸満市ひめゆり平和祈念資料館）近辺にて満24歳にて戦死した。

### 『郡山商業學校校友會會報』
1933年（昭和8年）に郡山商業学校に入学した太田博は、文才に恵まれるままに校友会報に複数の作品を投稿している。詩作として「汽車」、「よしきり」「森の椿」「焚火」「杉の如く」「流譜」「讃美歌」などがある。「よしきり」には遠く銚子に住まう実母を恋い慕う太田博の気持ちが伺われるが、「焚火」「杉の如く」と次第に青年としての成長がみられ、前途を見据えた自信にあふれた表現が多くなっている。「応援歌」は級友の塩谷祐介が作詞し、五十嵐大祐が曲を付し、さらに太田が5番の作詞をし剣道部の応援歌として完成したが、太田博が応援団長として選出されたことから、運動部を応援する全校生の応援歌として戦後も長く全校生に愛唱された。

### 詩誌『北方』
郡山商業学校の後輩である三谷晃一と太田博が協力して発行した手刷りの詩誌。
1938年（昭和13年） - 1939年（昭和14年）までの2年間で、1 - 4号まで発刊されたが、三谷晃一の小樽高等商業学校（小樽商科大学）への進学により休刊となった。太田博は郡山商業学校を卒業直後の時期であり、慣れない銀行業務と格闘している最中であった。「黒い鳥と小石」、「花筐(がたみ)」、「冬」、「あこがれ」、「盲鳥（めくらどり）の唄」、短歌、感想などが寄せられている。ペンネーム【谷玲之介】がこのころから用いられている。

### 詩誌『蒼空』
郡山商業学校の先輩詩人である丘灯至夫が主宰した詩集で、丘の環境の変化に伴い三期にわたり発刊・休刊が繰り返されたが、太田博は第二期の1940年（昭和15年）を中心に参加している。「殺意」、「けしのはな」、 「焼跡のつばくら」、「泥人形」などが寄せられている。主宰者の丘灯至夫、編集者の菊池貞三などとともに、全国を風靡した西條八十主宰の総合文芸誌『蠟人形』に入選する詩人仲間であり、女性詩人を交えた一同で猪苗代湖に湖水浴に出かけるなど、青春時代の真ん中にあった。戦死した太田博（谷玲之介）を偲んで、戦後の昭和２２年に誌友三谷晃一が中心となり「大田博追悼号」が発刊された。いずれも過去に「蝋人形」に入選した「雪夜の橇唄 」、自らの悲劇的な未来を暗示するがごとき「墓碑銘」、沖縄に向かう輸送船上での「屋根」、沖縄着任後の「生まれざる眠りより」「星夜」など５篇が掲載されている。

### 総合文芸誌『蝋人形』
『蠟人形』は西條八十が創刊した詩を中心とした文芸総合誌であり、創刊号には「金子みすゞ」の作品が掲載されて、昭和5年から19年にかけて戦時中の多くの月刊誌の休刊・廃刊を乗り越え、14年間刊行された稀有な月刊文芸誌であった。全国の文学を志す数多の青少年が、自分の作品が本誌に入選・掲載されることを夢見て切磋琢磨する希望の書でもあった。『蠟人形』の編集者は西條八十の早稲田大学の後輩であり教え子でもある大島博光であり、優れた詩人の目で全国の俊英の発掘に努めていた。1935年（昭和10年）、丘灯至夫が西條八十を郡山に招いて、『蠟人形』郡山支部が結成され、太田博も西條八十歓迎会に出席している。

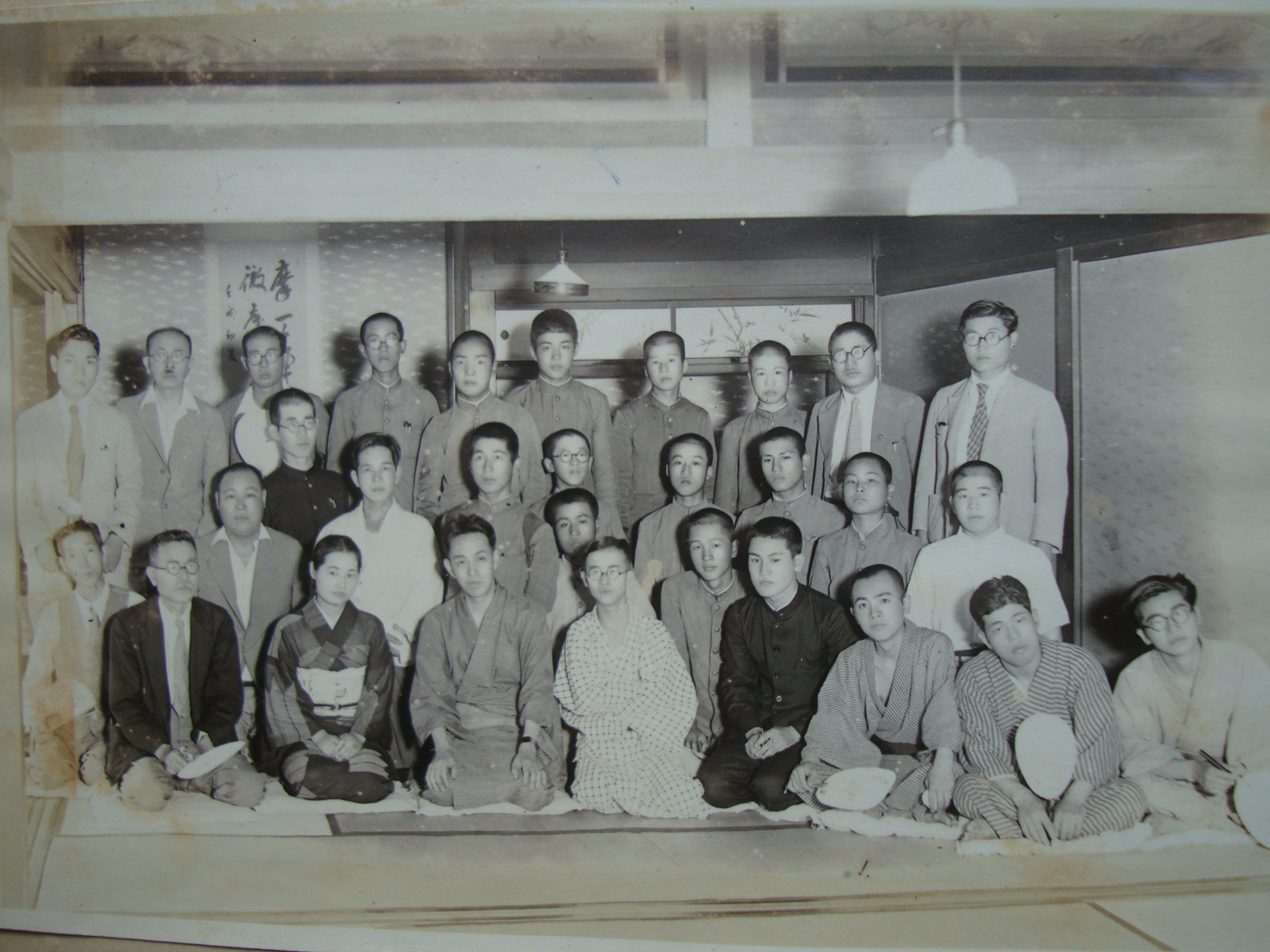
蠟人形郡山支部、前列中央に丘灯至夫左に西條八十、右学生服は三谷晃一と太田博

本誌への最初の入選作品は短歌であり、1938年（昭和13年）第9巻10月号に掲載された。この時は郡山商業学校を卒業したばかりであり、慣れない銀行業務に必死に取り組み始めた頃のため、作品はまだ少なかったと思われる。
翌昭和14年12月号にジャンル・小品で、「屋上の秋」が入選している。銀行での休憩時間の際に、同じ銀行の行員と思われる女性との交流の様子が微笑ましく描かれている。詩人として生きようと考えている自分に対して、女性行員から厳しい言葉を投げ掛けられて、とまどう中にも詩と共に生きる決意を新たにしようと煩悶する青年像が見受けられる。
昭和15年には仕事が落ち着いてきたのか、「愛の返信」「人生旅愁」「雪夜の橇歌」など9点が入選し、精進の成果が顕著となっている。
昭和16年は太田博の24年の生涯の中でも、最も詩作に打ち込むことができた充実した年といえよう。5月号には間もなく離日する恩師ミス・アンダーソンを偲ぶかのような「ましろき卵」に始まり、「挽歌」「春の愁い」、自らの行く手を暗示するがごとき「墓碑銘」、「蟷螂(かまきり)」「鎮魂歌」「酸漿(ほおずき)」「献詩」など10点が入選している。この年の6月に徴兵検査があり、自ら青年としての意識を高め、決意を新たにするような表現が各所に見られる。　

### 日記『随想』
太田博の死後に発見された詩作を中心にした日記風の随想集で、昭和16年の初春から入営直前までの満20歳のほぼ1年間の詩、短歌、感懐等が綴られている。「鎮魂歌」など一部の作品は『蠟人形』にも掲載されているが、殆どは未公開のものである。

#### 〖詩作〗
「星」「海鳴り」「母の日」「虹と子つばめ」「市金庫ブルース」など12編が収められている。太田博の数少ない童謡詩が数篇見られ、中でも「先生をお送りする歌」は敬愛する宣教師ミス・アンダーソンが日米関係の緊張増大に伴う米国政府の離日勧告に従い、母国に帰国するに際しての密かな献詩として、日記の最後を飾っている。

#### 〖随想断片〗
16篇がおさめられている。徴兵検査を終えて間もなく迎える軍への入営を前にして、自らの来し方行く末を見晴るかすかのような赤裸々な所感が綴られている。　　

#### 〖英詩抄訳〗
- カーライル「衣裳哲学」から
- シェイクスピア「ロミオとジュリエット」から
- ウィリャム・ブレイクの詩から

### ノート『剣と花』
昭和17年1月陸軍に入隊してからのノートに記した詩集は次の三編があった。
```
 1、『鎧と花』　入隊当初から防空学校入校までの詩集
 2、『兜と花』　防空学校卒業後の詩集
 3、『剣と花』　沖縄配属決定以降の詩集
```

『鎧と花』と『兜と花』は戦後逸失したが、『剣と花』]は米軍の爆撃による逸失を避けるためか、沖縄から二つのルートで送られ双方とも本土に安着した。一部は『蠟人形』の編集者であった大島博光経由で丘灯至夫に届いたが、その行方は現在不明となっている。

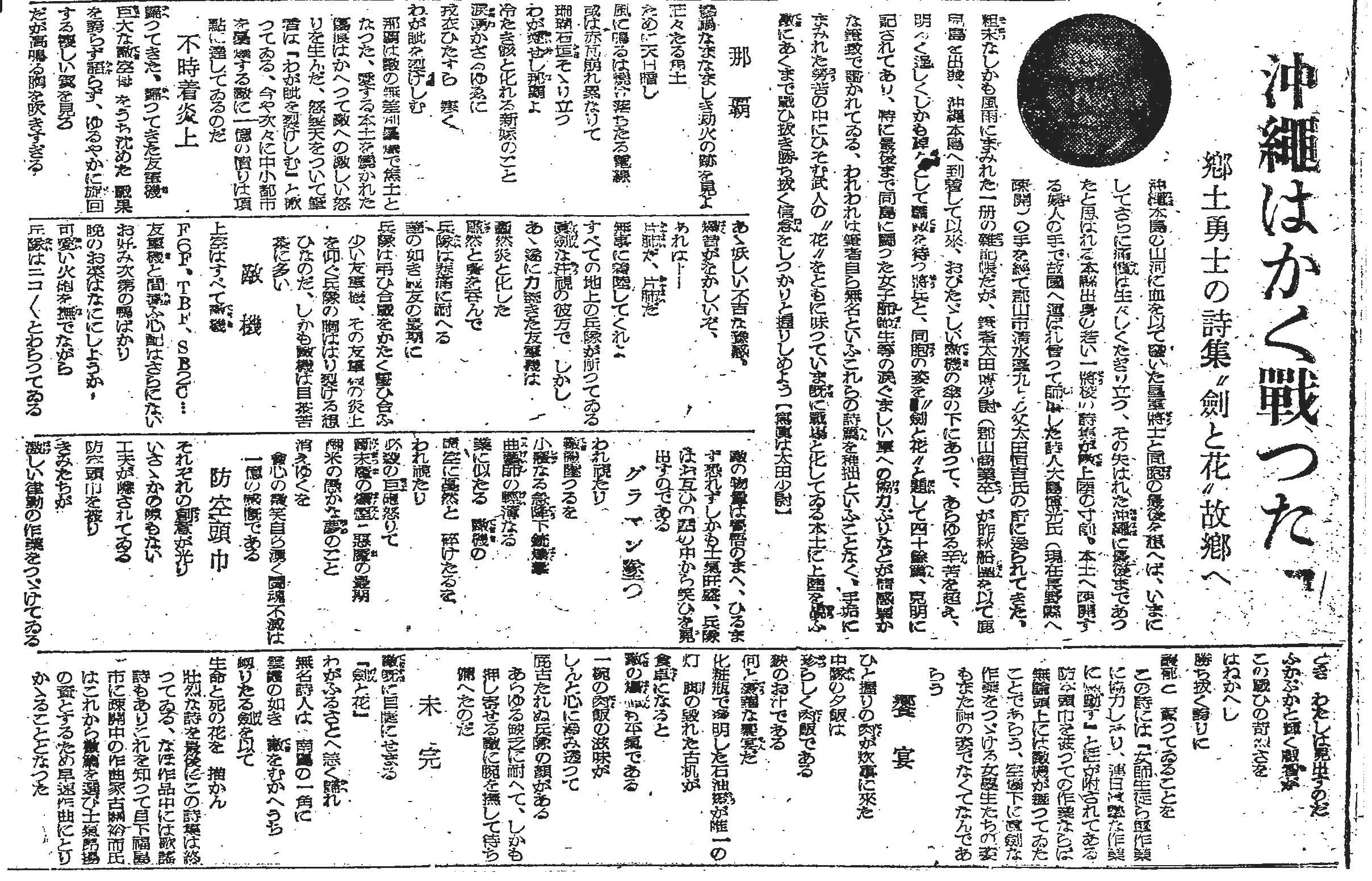
昭和２０年８月10日福島民報

しかし、残された新聞記事や、詩友三谷晃一による記録などによりその一部が明らかになった。
「那覇」は10月10日の米軍空襲による惨禍を、詩「防空頭巾」は動員されて陣地構築に励むひめゆり学徒隊との邂逅と感動を描写したものである。詩「防空頭巾」で＜ふかぶかと輝く叡智＞とひめゆり学徒隊を讃えたこころが、後の「相思樹の歌」の作品に生かされていった。
詩「未完」は太田博の最期の詩作であり、戦場の中での絶筆となった。詩人としての生き方を未来に活かすことのできない無念さを、題名を「未完」自らの名前を「無名詩人」と名付け、ノート『劍と花』』が無事ふるさと「郡山」に届くことを祈る壮絶な魂の叫びとなっている。

### ひめゆり学徒隊『相思樹の歌』（卒業生に贈る詩）
詩「防空頭巾」は、太田博少尉が那覇港を米軍の空襲から守るために数か所の高射砲陣地を構築していた折に、勤労動員されてきたひめゆり学徒隊の真摯な人間像に接した太田博の感動を素直に表現したものと考えられる。この喜びを基に翌年春に卒業を迎える上級生のために、祝いの詩を作りプレゼントしたが、たまたま学徒たちの引率に当たっていた音楽教師・東風平恵位がメロディを付して、「相思樹の歌」が誕生した。本作品は詩集『剣と花』に見いだすことはできず、ひめゆり学徒隊が沖縄戦場で死を賭して歌い継いだことから、戦後に存在が明らかになった。「相思樹の歌」は、ひめゆり学徒隊はじめ沖縄戦で命を落とした多くの学徒隊の方々への鎮魂歌として、また未来への平和を願う希望の歌として、現在太田博の母校である郡山商業高等学校を始め、全国から多くの合唱団によって、「ひめゆり平和祈念資料館」の慰霊碑に捧げられ歌い継がれている。